# Babaeski (stad)
Babaeski is de hoofdstad (İlçe Merkezi) van het gelijknamige district in de provincie Kırklareli. De plaats telt 25.559 inwoners (2000).

## Verkeer en vervoer

### Wegen
Babaeski ligt aan de nationale wegen D100 en D555.

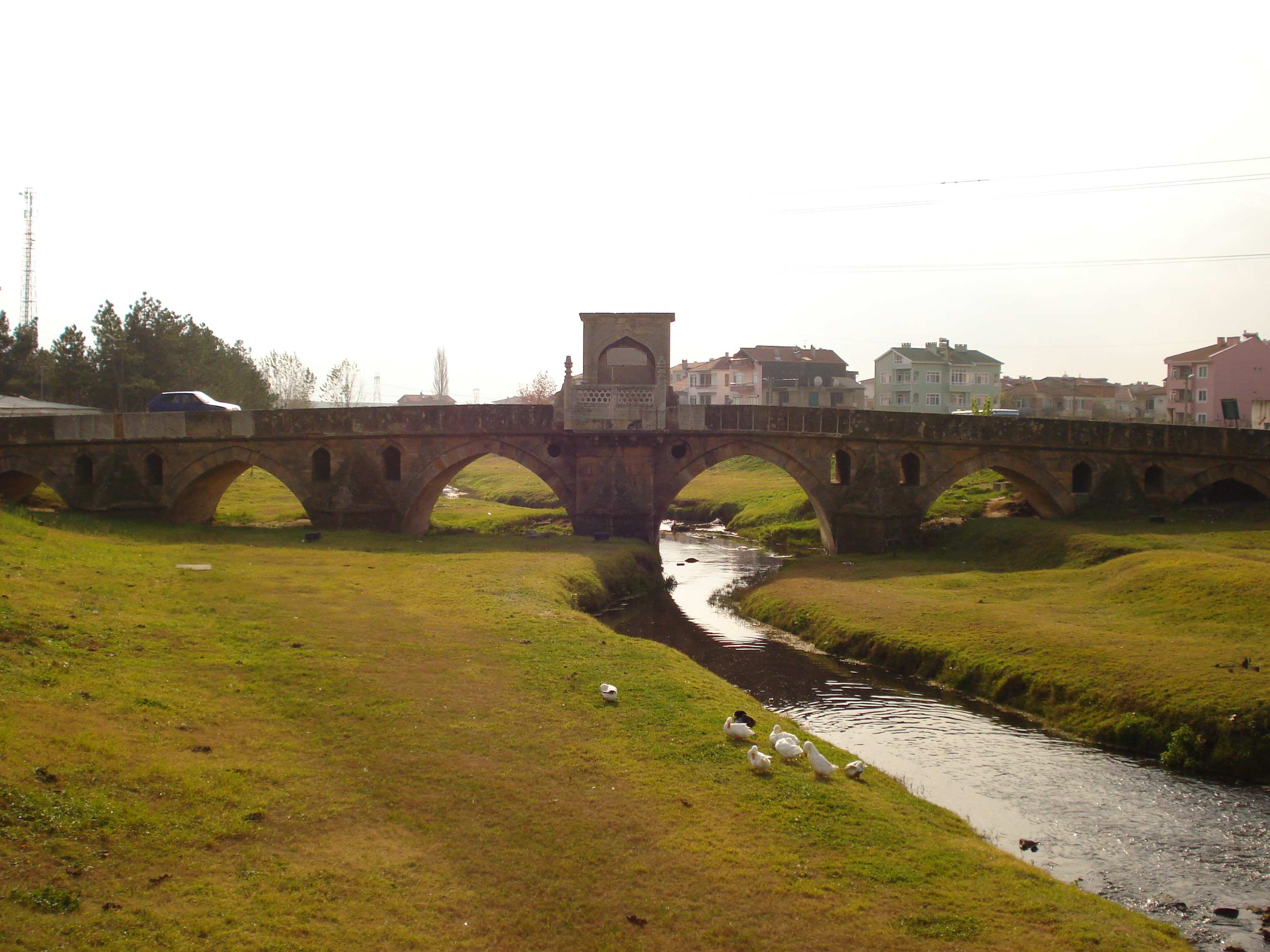
Babaeski brug

Centrale districtsplaats (İlçe Merkezi): Babaeski
Gemeenten (Beldeler): Alpullu · Büyükmandıra · Karahalil · Sinanlı
Dorpen (Köyler):
Ağayeri · Çavuşköy · Çengerli · Çiğdemli · Demirkapı · Düğüncülü · Erikleryurdu · Ertuğrul · Hazinedar · Kadıköy · Karabayır · Karacaoğlan · Karamesutlu · Katranca · Kuleli · Kumrular · Kuzuçardağı · Minnetler · Mutlu · Müsellim · Nacak  · Nadırlı · Oruçlu · Osmaniye · Pancarköy · Sofuhalil · Taşağıl · Taşköprü · Terzili · Yeniköy · Yenimahalle